# Sara Casadei
Sara Casadei (ur. 2 października 1975) – sanmaryńska pływaczka.
Brała udział w igrzyskach w 1992. Wystartowała na 50 m stylem dowolnym. Odpadła w pierwszej rundzie zajmując 5. miejsce w swoim wyścigu eliminacyjnym z czasem 30,05 s. W końcowej klasyfikacji uplasowała się na 49. pozycji. Była najmłodszym olimpijczykiem z San Marino na tych igrzyskach i chorążym kadry sanmaryńskiej.